# 易卜拉欣·洛迪

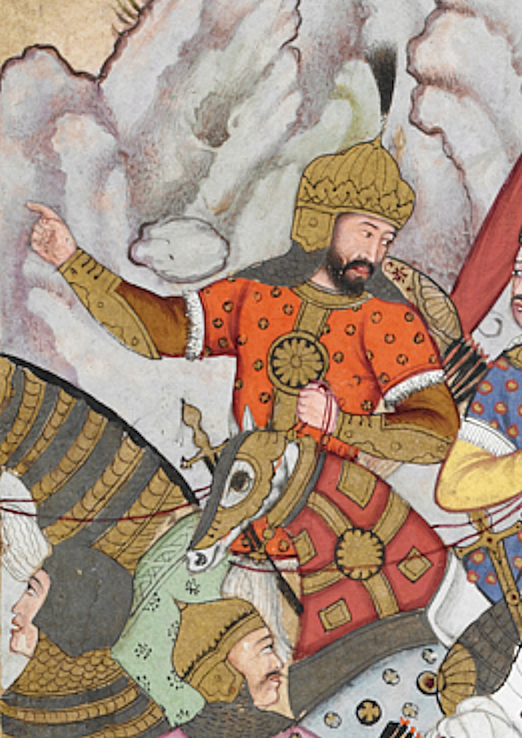
帕尼帕特戰役中的易卜拉欣·洛迪，《巴布爾回憶錄》插圖

易卜拉欣·洛迪（波斯語：ابراهیم خان لودی，約1480年—1526年4月21日）是印度德里蘇丹國的末代君主，易卜拉欣·洛迪在其父西坎達爾汗·洛迪去世後，於1517年繼位成為德里蘇丹國的蘇丹，他也是洛迪王朝的最後一位統治者，易卜拉欣·洛迪登基後統治了德里蘇丹國九年，直到1526年，他在帕尼帕特戰役中被巴布爾率領入侵的軍隊擊敗並殺害，德里蘇丹國宣告滅亡，蒙兀兒帝國自此誕生。